# Bernthøler
Bernthøler (soms op hun eigen singles gespeld als Bernthöler) was een Belgische avant-garde popband die actief was tussen 1981 en 1985. De band is genoemd naar een nummer van Virna Lindt.
De band bracht in 1981 een single en enkele demo's uit, en viel vervolgens uit elkaar. Nadat het nummer My suitor alsnog werd opgepikt in 1983 werd de band heropgericht. Bernthøler bracht vervolgens een lange versie uit van het nummer, met extra stukken van Wim Mertens en Drita Kotaji. De single verkocht in België ongeveer 10.000 exemplaren, en werd ook gedraaid door John Peel. De band viel nadien terug uit elkaar.
In 1999 werd My Suitor door Studio Brussel geselecteerd voor de Bass-tard wedstrijd, die gewonnen werd door Buscemi, die zijn remix als single uitbracht en opnam op zijn album 'Our Girl in Havana'. Het nummer werd ook gecoverd door onder meer Das Pop en de Japanse zangeres Kahimi Karie.

## Discografie

### Singles
- 'Japanese Garden/The Others' (1982, Putovsky)
- 'My Suitor/Emotions' (1983, Blue Feather)
- 'My Suitor' EP My Suitor/Pardeon up here/Lunacies/Emotions (1984, Blanco y Negro)

### Albums
- Merry Lines in the Sky CD (2004, LTM) 15 songs including My Suitor EP
- My Suitor Vinyl (2015, Starman Records) 12 songs including My Suitor EP

### Nummers op compilaties
- '1992 Witlof From Belgium, Volume 4: 80:'s, Part 2 "My suitor"
- '1998 Was Het Nu 70 Of 80? Vol 7 "My suitor"
- '2005 Various - Bel 80 (Het Beste Uit De Belpop Van 1980-1989) "My suitor"
- '2007 Les Inrockuptibles présentent : 100 trésors cachés : chansons rares & indispensables "My Suitor"
- '2008 Expo 58 - De soundtrack "My suitor"
- '2010 Underground Belgian Wave Volume 2 Walhalla records "Toys"
- '2011 Belpop. De eerste 50 jaar CD5 "My Suitor"
- '2013 80s Compilation EP EE Tapes "Images"
- '2014 Studio Brussel - Eigen Kweek - 30 jaar Studio Brussel "My Suitor"
- '2014 Insane 80s [EV01>EV10]EE Tapes "Images - Exterieur Nuit"

## Covers van My Suitor
- '1998 Figurine op Moshi Moshi compilatie
- '1999 Buscemi on "Our girl in Havana"
- '1999 Das Pop op de "Electronica for lovers" ep
- '2001 Kahimi Karie op de "My Suitor" cd
- '2002 De Flandriens on "De popklassiekers" live-cd
- '2011 The Arch "Engine in Void" cd (gezongen door de originele zangeres Drita Kotaji)